# Harrison Butker

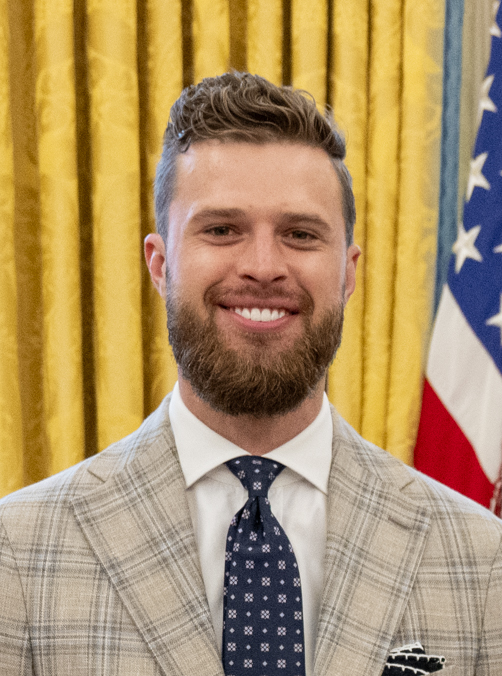
Butker em 2025.

Harrison Butker (Decatur, Geórgia, 14 de julho de 1995), é um jogador de futebol americano do Kansas City Chiefs da National Football League (NFL). Ele jogou futebol americano universitário na Georgia Tech. Ele é o segundo na história da NFL em porcentagem de field goals na carreira (mínimo de 100 tentativas) com 90,1%, atrás apenas de Justin Tucker.
Butker foi para The Westminster Schools, onde jogou no time de futebol depois de pegar o esporte como um estudante de segundo ano em ascensão. Ele quebrou o recorde da escola (na época) para um field goal de 53 jardas. Ele era um atleta de três esportes em basquete, futebol e futebol americano, ganhando três campeonatos estaduais de futebol, e, durante todos os quatro anos, o primeiro tubarão da banda sinfônica da escola (aluno do último ano).
Ele fez parte de três equipes que venceram o Super Bowl com os Chiefs, nas edições LIV, LVII e LVIII.

## Estatísticas
- Field goals feitos: 218
- Field goals tentados: 245
- PCT% de acerto: 89%
- Field goal mais longo: 62 jardas